# Mirta Wons
Mirta Wons (Buenos Aires, 12 marzo 1965) è un'attrice argentina.

## Biografia
Mirta Wons nasce a Buenos Aires nel 1965. I suoi nonni erano ebrei che fuggirono in Polonia. Ha una sorella nutrizionista di nome Viviana Wons, che aveva condotto un programma sul canale televisivo Utilísima Satelital. Dopo aver frequentato gli studi per diventare maestra d'infanzia, lavora per due anni in una scuola materna, mentre studiava teatro. Ha frequentato corsi di teatro insieme a Hugo Midón. Studiò in seguito, canto, ballo, acrobazia e commedia musicale, ricevendo anche le prime offerte per alcune pubblicità. Nel 1996 avviene il suo debutto in teatro. Nel 1997 lavora insieme a Hugo Midón all'opera Stan y Oliver, invece un anno dopo ha debuttato in televisione con la serie televisiva Alas, poder y pasión.
Nella sua carriera ha ricevuto vari premi e riconoscimenti tra gli altri si può citare il Premio ACE come miglior rivelazione, per la partecipazione a Nine, Premio Cóndor de Plata come miglior rivelazione per El amateur e una nomination ai premios Trinidad Guevara per Nine. Nel 2011 ha ricevuto una nomination al Premio ACE come miglior attrice con la sua partecipazione all'opera Yo y mi Singer. Con la sua partecipazione al programma Transformaciones, diminuì il suo peso di 40 kg, grazie a vari trattamenti. Nel 2012 è stata ricoverata per disturbo depressivo e stress.

## Filmografia

### Cinema
- El amateur, regia di Juan Bautista Stagnaro (1999)
- Tre mogli, regia di Marco Risi (2001)
- Vivir intentando, regia di Tomás Yankelevich (2003)
- El boquete, regia di Mariano Mucci (2006)
- Gigantes de Valdés, regia di Alex Tossenberger (2008)
- Il richiamo, regia di Stefano Pasetto (2009)
- Rompecabezas, regia di Natalia Smirnoff (2009)
- Lucky Luke, regia di James Huth (2009)
- Plumíferos, aventuras voladoras, regia di Daniel De Felippo e Gustavo A Giannini (2010 - doppiatrice)
- Atrevidas, regia di Matias Tapia (2018)

### Televisione
- Alas, poder y pasión - serial TV (1998)
- Trillizos, ¡dijo la partera! - serial TV (1999)
- Cabecita - serial TV (1999)
- Tiempo final - serie TV, 1 episodio (2000)
- El sodero de mi vida - serial TV (2001)
- Un aplauso para el asador - serial TV (2002)
- Son amores - serial TV (2002-2003)
- Rebelde Way - serial TV (2003)
- Malandras - miniserie TV (2003)
- Flor - Speciale come te (Floricienta) - serial TV (2004)
- Amor en custodia - serial TV (2005)
- El tiempo no para - serial TV (2006)
- Casados con Hijos - serie TV, 1 episodio (2006)
- Vidas robadas - serial TV (2008)
- Acompañantes - miniserie TV (2009)
- Un año para recordar - serial TV (2011)
- Disparos en la biblioteca - serie TV (2012)
- Dulce amor - serial TV (2012-2013)
- Violetta - serial TV (2012-2015)
- Angie e le ricette di Violetta - serie TV (2014-2015)
- Soy Luna - serial TV, 2 episodi (2016)
- Five Stars (Las Estrellas) - serial TV (2017-2018)

## Programmi televisivi
- No hay 2 sin 3 (2004, Canale 9)
- Cantando por un sueño (2006, Canale 13)
- Odisea, en busca del escarabajo dorado (2008, Telefe)
- Polémica en el bar (2016, Telefe)

## Teatro
- Nine, di Hugo Midón (1997)
- Stan y Oliver, regia di Hugo Midón (1997-1998)
- Largo viaje de un día hacia la noche, regia di Miguel Cavia (1999)
- Luna gitana, regia di Rubén Pires (2002)
- Rita, la Salvaje, regia di Ricky Pashkus (2005)
- Rosa Fontana Peinados, regia di Lia Jelin (2006)
- El show de las divorciadas, regia di Manuel González Gil (2007)
- Confesiones de mujeres de 30, regia di Lia Jelin (2009)
- La novicia rebelde, regia di Jonathan Butterell (2011)
- Mujeres y botellas, regia di Carlos Evaristo (2011)
- Yo y mi Singer, regia di Carlos Kaspar (2011)
- Sala de espera, regia di Guillermo Ghio (2014)
- El corso, regia di Santiago Doria (2016)
- La escena del crimen, regia di Sebastián Bauzá (2016-2017)
- Zeide Shike, regia di Perla Laske (2016-2017)
- El show de los Artistas de La Casa del Teatro, regia di Hernán Pairetti (2017)
- La mishiguene de la carpa 4, regia di Matías Puricelli (2018)
- Cyber Club, regia di Meme Mateo (2019)

## Riconoscimenti
- Premios ACE
  - 1998 – Rivelazione femminile per Nine[10]
- Premios Trinidad Guevara
  - 1998 – Candidatura come rivelazione femminile per Nine[11]
- Premios Cóndor de Plata
  - 1999 – Rivelazione femminile per El amateur[10]
- Premio Podestá
  - 2017 – Onorevole traiettoria[12]

## Doppiatrici italiane
Nelle versioni in italiano dei suoi film, Mirta Wons è stata doppiata da:
- Roberta Gasparetti in Rebelde Way
- Laura Mercatali in Flor - Speciale come te
- Daniela Abbruzzese in Violetta